# Hugo Avilés
Hugo Enrique Avilés Espinoza (Guayaquil, Ecuador, 28 de mayo de 1962) es un actor, dramaturgo, director, productor, investigador y maestro de teatro ecuatoriano. Es un actor especializado en la improvisación y es cofundador del grupo teatral Fantoche.

## Primeros años
Hugo Avilés nació en Guayaquil, Ecuador el 28 de mayo de 1962. Pasó su infancia en el Barrio del Astillero, al sur de la urbe, donde conoció a la también actriz, Ruth Coello, su futura pareja y compañera de carrera, durante su adolescencia.
Tras tres años de separación, debido a que Coello cambió de domicilio al norte de la ciudad, se reencontraron de manera casual en el centro, donde coincidentemente ambos estudiaban arquitectura, pero en diferentes universidades. Avilés sugirió a Coello unirse a talleres de teatro, lo que marcó el inicio de su relación y su carrera actoral, ocasionando que posteriormente abandonaran sus estudios universitarios para dedicarse por completo a la actuación.
La formación de Avilés en artes escénicas puede definirse como autodidacta, complementada con una colección de libros de teatro.
Ante la escasez de profesionales en el ámbito teatral, Avilés asumió múltiples roles, desempeñándose como director, productor y docente.

## Vida personal
En el ámbito personal, Avilés y Coello contrajeron matrimonio civil y tuvieron dos hijos, Yannick y Adrián, quienes también se dedican a la actuación. Previo a su relación con Coello, Avilés tuvo un hijo, Israel, fruto de un matrimonio anterior.

## Carrera

### Teatro
En 1983, fue cofundador del colectivo teatral Luz y Sombra, junto a Ruth, Francisco Palacios y otros colaboradores. El colectivo Luz y Sombra estrenó obras significativas, incluyendo "La empresa perdona un momento de locura" de Rodolfo Santana y "En esta casa de enfermos" de Jorge Velasco Mackenzie.
En su carrera, ha realizado la puesta en escena de la obra "Los vampiros" del dramaturgo José Martínez Queirolo, quien participó en el montaje.
En 1997, fundó el colectivo teatral Humane, que, aunque de corta duración, produjo obras teatrales explorando un gran formato para el Teatro Centro de Arte y el Teatro Centro Cívico, como "Pinocho", "El Principito", "Corazón de mangle", "Fuenteovejuna" y "Doña Rosita la soltera".
Además, colaboró en la producción de obras clásicas como "La Celestina", "Edipo Rey" y "La vida es sueño", en la que Avilés interpretó el papel protagónico de Segismundo.
En 1999, decidió cambiar el nombre de la agrupación teatral Luz y Sombra por Fantoche. El cambio se dio debido a que los confundían con un programa taurino llamado Sol y Sombras. Bajo esta nueva denominación, dirigió la obra "Belisario dragón temerario".
En el 2000, junto al técnico en iluminación de teatro, Erwin Guale, ejecutaron mejoras en el sistema eléctrico del teatro José Martínez Queirolo de la Casa de la Cultura, núcleo del Guayas.
En 2001, estrenó "Colcha de retazos", obra que escribió y dirigió para el grupo teatral Fantoche. Al año siguiente, en 2002, presentó dos nuevas producciones: "No desearás lo mejor de tu prójimo" y "Soufflé de rosas", ambas obras del dramaturgo ecuatoriano Cristian Cortez.
En 2003 tuvo una larga temporada desde agosto hasta diciembre con el Match de la improvisación teatral, en donde junto al grupo Fantoche, realizaron un espectáculo que mezcla el teatro con el deporte, en la pista de patinaje San Bernardo de la ciudadela Kennedy, y con el cual se instalaron luego en agosto de 2004 en el Centro Cultural Sarao.
Fue cofundador del teatro Tablaraza, inaugurado en junio de 2005. Junto a Fernando Naranjo, Bernardita Perdomo y Ruth Coello, creó este espacio con capacidad para 180 espectadores. El teatro Tablaraza se dedicó a ofrecer una variedad de producciones, incluyendo obras de teatro para adultos y niños, espectáculos turísticos y teatro deportivo.
En diciembre de 2005, participó en el Primer Encuentro Latinoamericano de Teatro de Improvisación o Impro, presentando el espectáculo "Zona impro". En este evento, Avilés formó parte del grupo local Liga Ecuatoriana de Improvisación (LEI), junto a otros integrantes como Fernando Gálvez, Ruth Coello, Fabricio Mantilla, Mario Pinzón, María José Pérez, Juan Carlos Zambrano y Karen Mendoza.
En junio de 2006, presentó la obra "Momentos improlongados", en Tablaraza, luego de las observaciones con los grupos de impro de México y Colombia en el Primer Encuentro Latinoamericano de Teatro de Improvisación.
En marzo de 2007, Avilés y Coello llevaron su espectáculo a un encuentro de improvisación en Medellín, Colombia, y recibieron talleres para profundizar en formatos largos.
Los organizadores del encuentro de improvisación Jugando en el patio, de São Paulo, Brasil, invitaron a Avilés y Coello junto al grupo Fantoche, a participar con la obra Momentos improlongados, al encuentro en agosto del mismo año, luego de enterarse de que en Ecuador también habían grupos de Impro, a través de la gente de Colombia, por lo que Avilés tuvo que enviar material de su trabajo. Pese a que la organización en São Paulo cubría los gastos de hospedaje y alimentación, los boletos de avión a Brasil tuvieron que costearse Hugo y su grupo, por lo que en julio realizaron una presentación en el auditorio de la Alianza Francesa con la obra Zona Impro. En el encuentro de São Paulo, hicieron hincapié con recursos gestuales debido a la limitación con el idioma, y compitieron con grupos de Argentina, México, España y Colombia.
También en noviembre de 2007, dirigió la obra "Momentos improlongados" en el Festival Internacional de Improvisación Teatral de Buenos Aires, por invitación de Ricardo Behrens, director de la Liga Profesional de Improvisación. Esta producción combinó cortos juegos de improvisación con historias de mayor duración, y contó con la participación de Avilés en el elenco, junto a Ruth Coello, Juan Carlos Intriago, Karen Mendoza, Fabricio Mantilla y María José Pérez Pólit.
Tres años después, en 2010, dirigió "Imprólogos", una obra que involucró a seis talleristas de improvisación, incluyendo a sus hijos Yanick y Adrián Avilés.
Ese mismo año, se estableció Casa Fantoche, un espacio emergente ubicado en un departamento en la intersección de las calles Loja y Rocafuerte, en el centro de Guayaquil. Este proyecto se destacó como pionero en el género del micro-teatro. Desde su fundación, la propuesta central de Casa Fantoche ha sido la improvisación teatral, una técnica escénica que se basa en la creación espontánea de historias. Esta metodología permite la generación de narrativas únicas en cada representación, surgidas en el momento de la actuación.
Para la inauguración del espacio, Avilés presentó el proyecto teatral Kazisonsei junto a Ruth Coello, Juan José Jaramillo, Karen Mendoza y Fabricio Mantilla, que trató sobre un maestro Zen que luego de ser desterrado de su natal Pekín, encuentra a cuatro inexpertos fanáticos de la cultura china a quienes convierte en sus aprendices y los somete a improvisación ante el público, del cual reciben palabras propuestas con las que desarrollan escenas jocosas. Otro proyecto teatral con el que inauguró fue el Cath de Impro y un mes después presentó la obra Los pintores no tienen recuerdos.
También presentó en Casa Teatro Fantoche, la actividad cómico cultural, Desconectados, que fusiona música y teatro con la técnica Impro, junto al flautista Carlos Prado, el cual hizo uso de su instrumento, y a los actores Fabricio Mantilla y Ruth Coello.
En 2011 presentó el Match de impro teatral en el auditorio del Centro Cultural Simón Bolívar, donde dos equipos de color rojo y azul, conformados por Hugo junto a Ruth Coello, Fabricio Mantilla, Juan José Jaramillo, los hermanos Yannick y Adrián Avilés, Margarita Navarrete y Andrés Otero, se enfrenta con improvisaciones, y gana el equipo con mayor puntaje calificado por el público. También preparó el show de impro Uy, un muerto.
En 2012, dirigió la obra teatral "Mujeres soñaron caballos" de Daniel Veronesse, donde interpretó el papel de Iván. También participó en la obra Murphyelagos en la cabeza para el Festival de Teatro José Martínez Queirolo, en la Casa de la Cultura, núcleo del Guayas, una improvisación basada en la Ley de Murphy.
Posteriormente, entre 2013 y 2014, participó en la obra "Feroz", escrita por los dramaturgos argentinos Ariel Sampaolessi y Andrea Hernández. En esta producción, Avilés interpretó el personaje de La Ñata Sempértegui, compartiendo escena con Víctor Acebedo como La María Palumbo y Andrés Otero como el sobrino Antonio.
La proliferación de espacios emergentes como Microteatro, Casa Cino Fabiani, La Casa Clandestina y Muégano, entre otros, generó un contexto en el que las actividades artísticas enfrentaron desafíos legales. En este marco, el Municipio de Guayaquil clasificó a estas iniciativas como empresas, lo que llevó al cierre temporal de Casa Fantoche durante un año.
En 2015, Casa Fantoche reabrió sus puertas bajo la dirección de Avilés, quien buscó redefinirla como un centro cultural. Para lograrlo, estableció una alianza con la productora Etiud, liderada por Federico Koelle. Juntos, diseñaron un programa semanal que incluía eventos como "Jueves de Contracultura", "Viernes de Comedia" y "Sábados de Teatro", diversificando la oferta cultural de la institución.
En 2016 realizó el Chaskifest, un festival internacional itinerante de teatro de improvisación, junto a Adrían Avilés y Alfredo Cucalón con los que formó el equipo representante de Ecuador, en un Match de Impro ante equipos de Colombia y Perú.

### Casa de la Cultura
En enero de 2018, como asesor cultural de la Casa de la Cultura Núcleo del Guayas, Hugo Avilés condujo el conversatorio Del arte de la censura a la censura del arte, avalado por la Casa de la Cultura Núcleo del Guayas, donde se debatió con cincuenta artistas respecto a la censura que sufrió por parte de grupos religiosos el pasado 11 de enero, la obra El Santo Prepucio, en el Teatro Pop-Up de Samborondón, y sugerir a los artistas afectados proceder con una demanda.
El 10 de junio de 2019, se encargó de la dirección escénica de "Medardo recorre Guayaquil", interpretada por Jefferson Herrera, en el marco de la jornada "Soy Medardo". Esta actividad, organizada por la Casa de la Cultura Núcleo del Guayas, conmemoró el centenario de la muerte del poeta Medardo Ángel Silva.
En 2020 colaboró para la revista Cuadernos de la casa, de la Casa de la Cultura, Núcleo del Guayas. También fue parte del jurado del Concurso de cuentos cortos de la Casa de la Cultura, donde las obras seleccionadas se publicaron en la revista Cuadernos de la casa.

### Cine
En 2015, fue seleccionado como jurado en el Festival Internacional de Cine de Guayaquil, formando parte de un panel de expertos junto a Jorge Suárez, Luis Avilés, Iván Mora Manzano y Omaira Moscoso.
En 2018, fue parte del elenco de la película La dama tapada, como actor de soporte.

### Televisión
En 2020 participa en la temporada final de la serie 3 familias de Ecuavisa, interpretando a Lucas Lagos, el padre de Lulú Plaza Lagos, interpretada por Marcela Ruete.

## Teatro
- En esta casa de enfermos
- Los Vampiros
- Pinocho
- Humane
- La empresa perdona un momento de locura
- Corazón de mangle
- El Principito
- Fuenteovejuna
- Doña Rosita la soltera
- La Celestina
- La vida es sueño
- Colcha de retazos
- Belisario dragón temerario
- Edipo Rey
- Match de Improvisación
- No desearás lo mejor de tu prójimo
- Soufflé de rosas
- Zona impro
- Momentos improlongados
- Imprólogos
- Kazisonsei
- Catch de Impro
- Los pintores no tienen recuerdos
- Desconectados
- Murphyelagos en la cabeza
- Mujeres soñaron caballos
- Chaskifest

## Filmografía

### Cine
- La dama tapada

### Televisión
- De la vida real
- Notas de amor y odio
- 3 familias